# Asconema bispiculigastrum
Asconema bispiculigastrum är en svampdjursart som först beskrevs av Rezvoi 1923.  Asconema bispiculigastrum ingår i släktet Asconema och familjen Rossellidae. Inga underarter finns listade i Catalogue of Life.